# ماساشی شیمامورا
ماساشی شیمامورا (انگلیسی: Masashi Shimamura؛ زادهٔ ۳ ژوئن ۱۹۷۱) بازیکن فوتبال اهل ژاپن است.
از باشگاه‌هایی که در آن بازی کرده‌است می‌توان به باشگاه فوتبال ناگویا گرامپوس اشاره کرد.